# Elephantomyia (Elephantomyia) palmata
Elephantomyia (Elephantomyia) palmata is een tweevleugelige uit de familie steltmuggen (Limoniidae). De soort komt voor in het Palearctisch gebied.